# 亚美尼亚高原
亞美尼亞高原（Armenian Highlands，羅馬化：Haykakan leṙnašxarh，英文名稱另有Armenian Upland，  Armenian plateau，或是Armenian tableland）是組成西亞北部的三個高原中，位居中央，高度最高的一座。亞美尼亞高原從西方，順著時鐘方向，受安纳托利亞高原、高加索、庫拉-阿拉斯低地、伊朗高原、美索不達米亞所包圍。亞美尼亞高原受到亞拉拉特平原（其中有亞拉拉特山）所分隔，而分成東西兩個區域。所謂西亞美尼亞就是今日所稱的東部安那托利亞地區，而所謂的東亞美尼亞即為今日的小高加索山脈，也稱Caucasus Minor，或是古代所稱的Anti-Caucasus，即“在高加索對面”的意思。
在鐵器時代，這個地區以烏拉爾圖（或其他類似稱呼-Urartu、Uruatri、Urashtu）的名字而為人知。後來它被稱為“大亞美尼亞”，是亞美尼亞歷史的中心地區，另外三個與亞美尼亞人有關的地緣政治學地區是小亞美尼亞、索芬、和科馬基尼。
歷史學家假設，亞美尼亞人的名稱在歷史紀錄上出現之前，這個區域曾有幾個不同的族裔存在，這些族裔在亞美尼亞語通行後而統一。在過去6,000多年來，亞美尼亞高原的人口似乎維持高度的區域性遺傳。最近的研究顯示，亞美尼亞人是亞美尼亞高原的原住民，長期在這個地區形成一個獨特的遺傳隔離群。這個地區在古典時代也有亞述人、喬治亞人、希臘人、猶太人、和伊朗人等少數民族居住。在中世紀，阿拉伯人，以及特別是土庫曼人和庫爾德人大量移入亞美尼亞高原定居。這個地區西半部的基督徒在1915年亞美尼亞種族滅絕時期受到滅絕。今天，這個地區東半部主要是居住著亞美尼亞人、亞塞拜然人、和喬治亞亞人。而西半部主要是居住庫爾德人（包括雅茲迪人）、土耳其人、亞塞拜然人、亞美尼亞人（包括隱性亞美尼亞人和赫姆辛人）、和扎扎人。
在大部分的已知歷史上，這個地區是由亞美尼亞貴族和國家治理，這些治理階級或是獨立的亞美尼亞國的一部分、或是附庸、或是外國統治者的一部分。東亞美尼亞的大部分地區從16世紀開始受伊朗薩法維王朝統治，在1828年被俄羅斯帝國併吞，再成為蘇聯的一部分，而西亞美尼亞的大部分地區則由鄂圖曼帝國統治，後來併入土耳其。今日，這個高原地區分屬土耳其、喬治亞、亞美尼亞、亞塞拜然、和伊朗五個國家。

## 地理

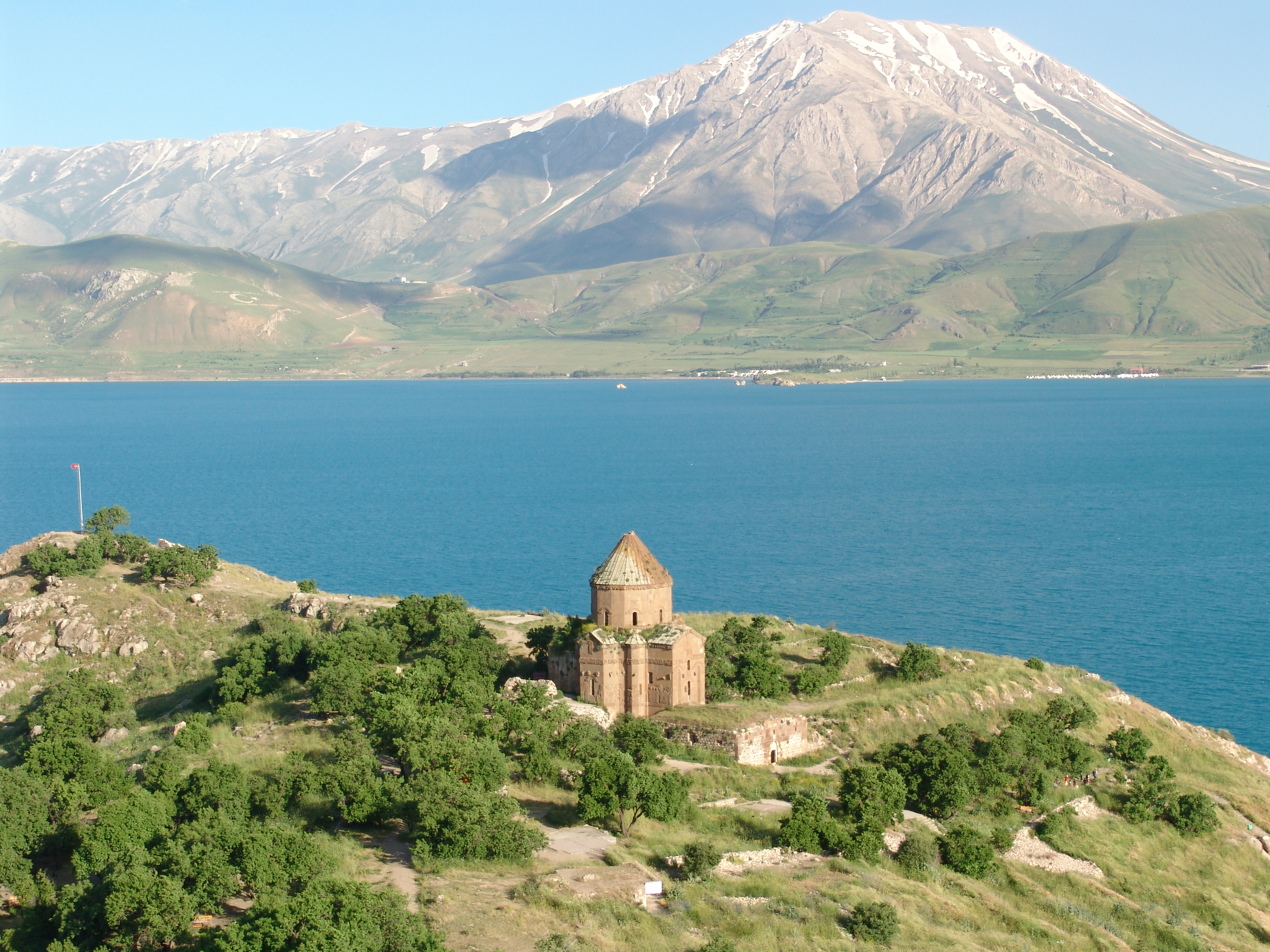
在凡湖的阿克達瑪島遠眺阿爾托斯山。

亞美尼亞高原屬於阿爾卑斯帶，是從本廷山脈一直延伸到馬來半島亞洲山脈的一部分。高原的總面積約為40萬平方公里。從歷史上看，亞美尼亞高原曾是巨大的火山活動現址。這個地區最近地質上的火山作用導致大型火山形成，一系列的地塊和地質構造運動，高原上有三大湖泊形成：塞凡湖、凡湖、和爾米亞湖。亞美尼亞高原擁有豐富的水資源。
亞美尼亞高原山脊軸線的中心，從西到東橫貫西亞美尼亞，稱為前托魯斯山脈。在西部，前托魯斯山脈從托魯斯山脈中央（在奇里乞亞）向北延伸，跨越亞美尼亞高原的中部，與托魯斯山脈東部（在亞美尼亞）平行，往東到亞拉拉特山為止。（页面存档备份，存于）. 
西面是安納托利亞高原，從愛琴海低地海岸緩緩升起，在安納托利亞中部的卡帕多西亞以東與亞美尼亞高原匯合。高加索山脈延伸至亞美尼亞高原的東北部，庫拉河是庫拉-阿拉斯低地的東部邊界。亞美尼亞高原的東南部是伊朗高原，海拔高度迅速下降約600米（2,000英尺），成為1,500米（5,000英尺）的高度。西南是美索不達米亞（或稱肥沃月灣）。

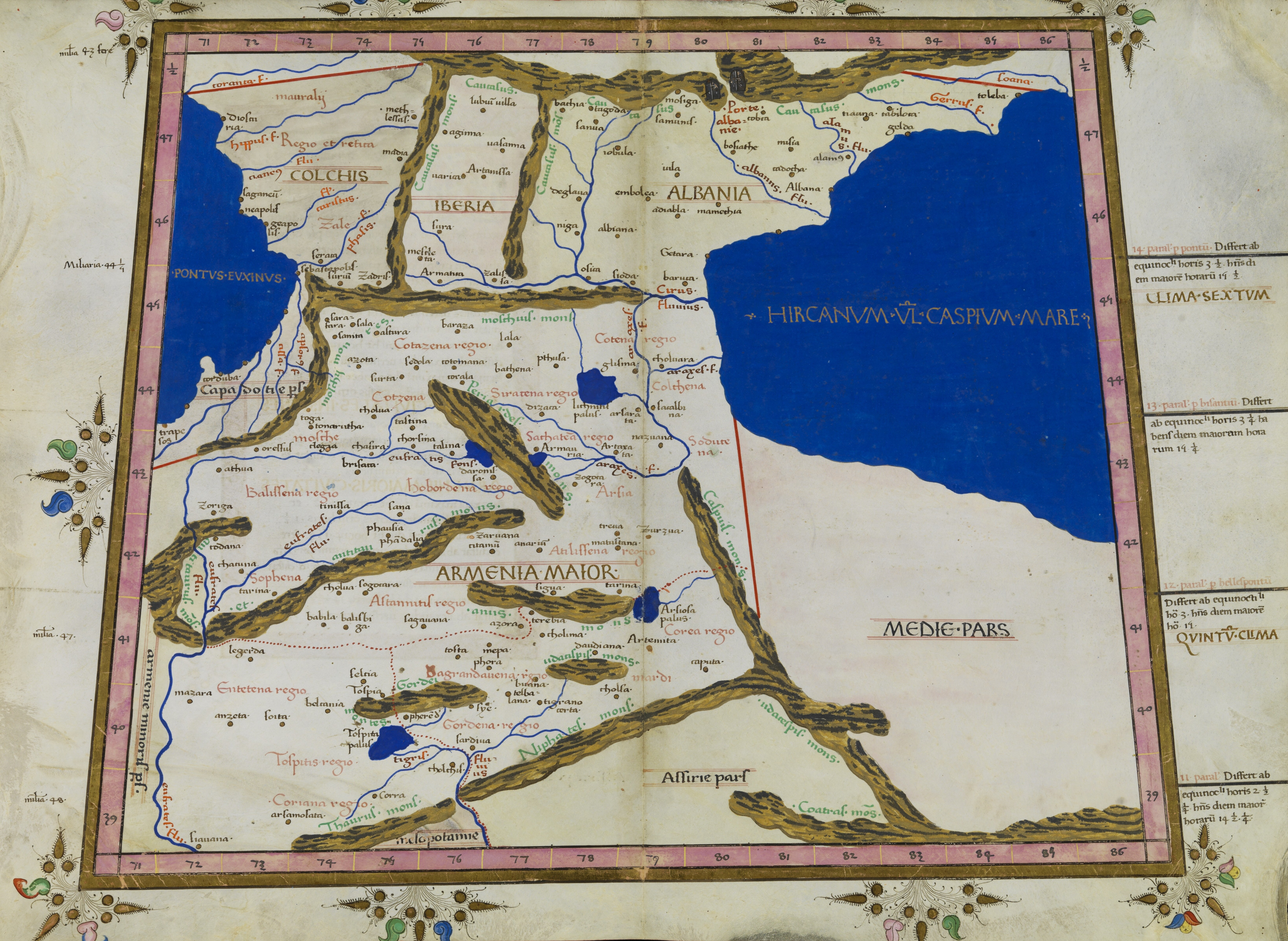
托勒密的地理學指南的中亞繪圖。

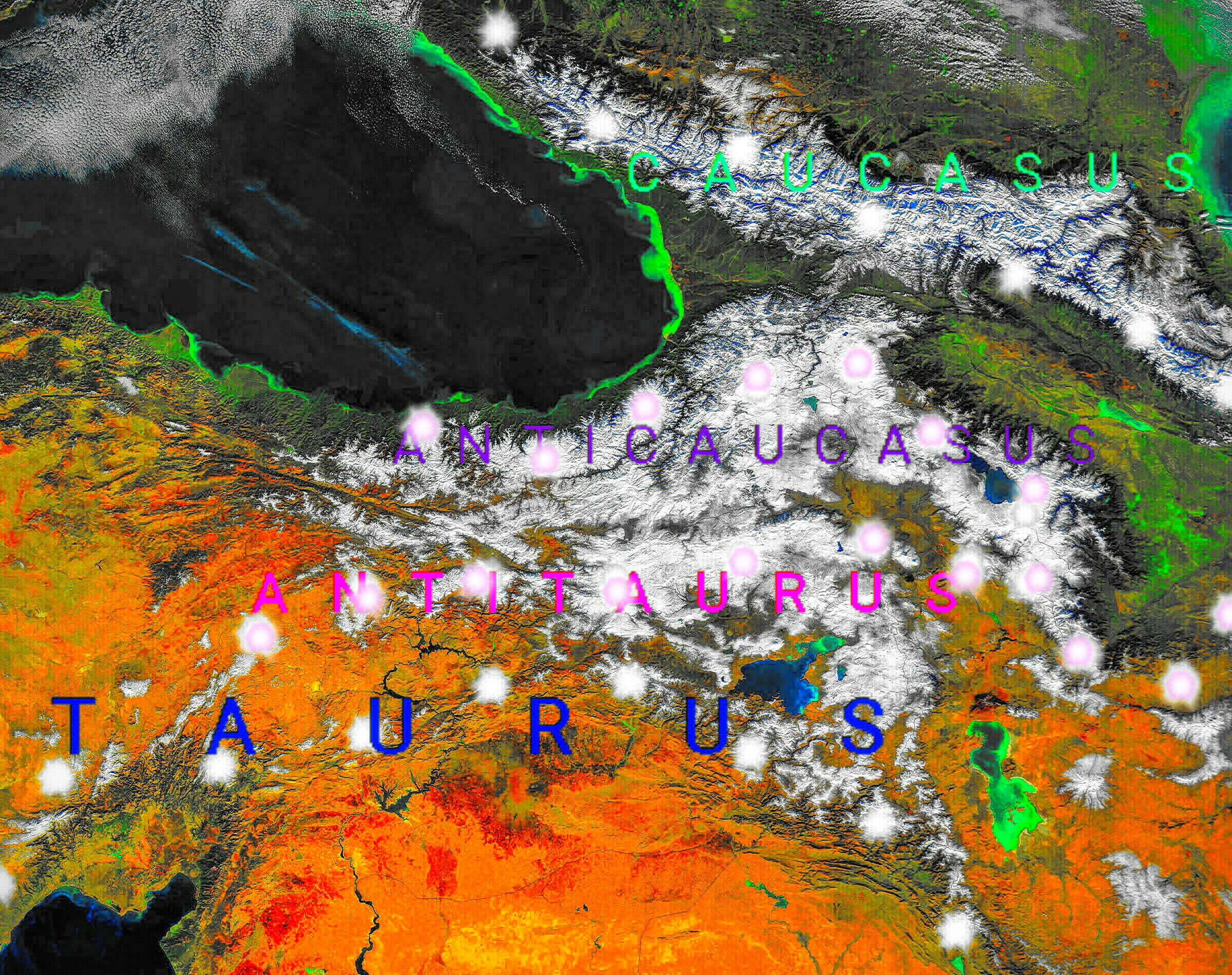
亞美尼亞高原及高加索山脈。

亞美尼亞高原大部分位於今日的東部安那托利亞地區，也包括伊朗西北部，亞美尼亞全境，喬治亞南部，和亞塞拜然西部。它的東北部也被稱為小高加索，是亞美尼亞文化的中心。

## 歷史

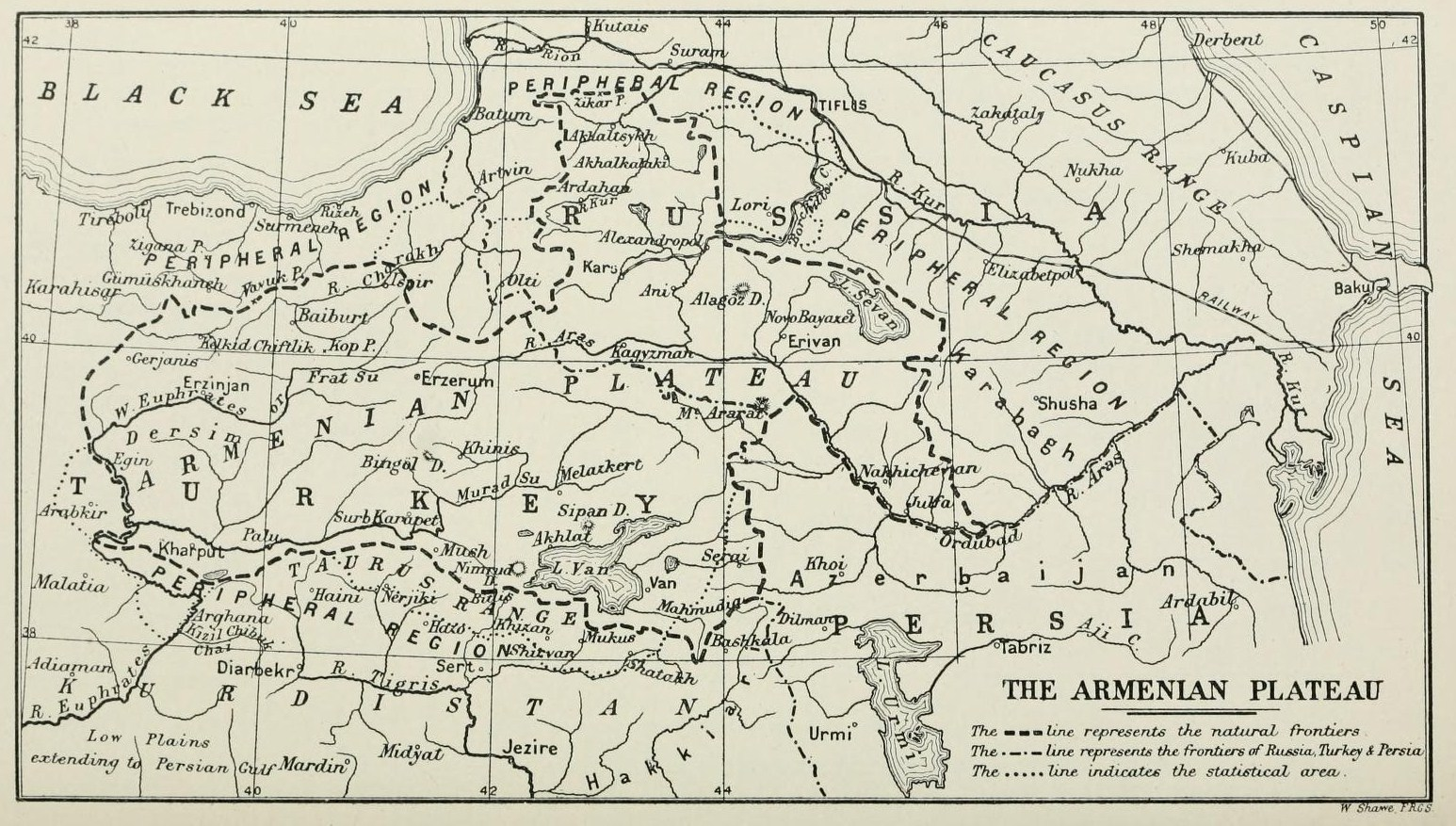
根據H.F.B.林區（1901年）的資料，亞美尼亞高原自然邊界及其周邊地區。

### 史前時期
從公元前4000年到公元前1000年間，這個地區曾生產為數不少的銅、青銅、和鐵製工具，也有小裝飾品，用來和鄰近缺乏金屬的地方進行交易。傳統上認為這裡也可能是伊甸園存在的地區之一。

### 古典時代
亞美尼亞高原被稱為“鐵器時代的重鎮”，因為它似乎是公元前第二個千禧年的晚期鐵器時代鐵器冶煉首次出現的地點。在鐵器時代的初期，烏拉爾圖王國控制這個地區的大部分，後來他們被米底王國和奧龍特王朝滅亡。
在吉爾伽美什史詩中所描述的阿拉塔人的土地，可能指的是亞美尼亞高原。在古典時代，居住在高地的種族多樣，但到阿契美尼德王朝時期（公元前550年到330年），亞美尼亞語開始成為主要語言。最近的研究顯示，亞美尼亞人是當地的原住民，並在此地區形成獨特的遺傳隔離群。在公元前3000年到公元前2000年之間，亞美尼亞人中有相當多的基因混合跡象，這混合時期也與傳說中的哈伊克在公元前2492年創立亞美尼亞民族的時間相吻合，但混合自公元前1200年以來逐漸消退到微不足道的程度，這情況穩定的維持到今日。

### 中世紀：突厥人的征服
塞爾柱突厥人於1040年代首次由鹹海地區侵入亞美尼亞高原，並向西擴張，征服土地，並在安納托利亞定居，到1299年滅亡，當時鄂圖曼帝國初成立。塞爾柱人在曼齊刻爾特戰役中擊潰拜占庭帝國，取得亞美尼亞高原地區的主導地位。亞美尼亞王子魯本一世率領一批亞美尼亞人，逃往奇里乞亞山區，在那裡建立亞美尼亞奇里乞亞王國。
在13世紀初期，隨著各族人民從蒙古帝國的猛攻下逃離，葛邏祿人和花剌子模人移入亞美尼亞高原。蒙古族於1235年到達高原。蒙古族最終皈依伊斯蘭教，並在亞塞拜然建立王朝。
在1410年，這個地區由土庫曼人的黑羊王朝統治，直到1468年為止。黑羊王朝的遊牧民族文化把亞美尼亞的農業生活方式破壞。白羊王朝土庫曼人在1468年上台。他們的統治持續到1502年，之後由薩法維王朝統治。鄂圖曼帝國給予他們控制的亞美尼亞人自治權利（請參考米利特），到數十年後的1514年才施行直接治理。薩法維王朝在查爾迪蘭戰役中敗於鄂圖曼帝國，高原改由鄂圖曼人控制，他們任命庫爾德人部族掌理高原的地方行政事務。到1516年，鄂圖曼帝國征服亞美尼亞土地的全部（包括亞美尼亞奇里乞亞王國）。

### 近代早期
從近代早期起，這個地區由伊朗薩法維王朝統治。伊朗的薩法維王朝與其宿敵鄂圖曼帝國間的激烈競爭，曾在這個地區發生無數場戰役，伊朗在鄂圖曼-薩法維戰爭（1623-1639）後簽署的祖哈布條約，把西亞美尼亞的大部分拱手讓予鄂圖曼帝國。東亞美尼亞地區則在1828年簽署的土庫曼恰伊條約後割讓給俄羅斯帝國。

### 近代晚期
在19世紀上半葉，鄂圖曼帝國把所控制的亞美尼亞高原稱為西亞美尼亞，俄羅斯帝國在跨越兩個多世紀，經歷四次重大戰爭之後，從波斯卡札爾王朝奪下高加索及東亞美尼亞。西亞美尼亞隨之成為鄂圖曼帝國和俄羅斯帝國勢力範圍的邊界。

#### 20世紀
在亞美尼亞種族滅絕，以及鄂圖曼帝國結束之後，高地的人口發生巨大的變化，西亞美尼亞被改稱為“東部安納托利亞”。自第一次世界大戰期間的亞美尼亞種族滅絕和大戰後鄂圖曼帝國的分裂以來，亞美尼亞高原一直是土耳其、伊朗、和蘇聯的邊界地區。自1991年蘇聯解體以來，這裏是伊朗、亞美尼亞、喬治亞，以及亞塞拜然五國的領土。

## 動物和植物
羅馬人把杏稱為亞美尼亞李（Prunus armenicus，the Armenian plum）， 這種水果被人由亞美尼亞高原帶到歐洲種植。

## 著名山峰
| Rank | Mountain                          | Elevation | Location                              |
| ---- | --------------------------------- | --------- | ------------------------------------- |
| 1    | 阿勒山                            | 5,137公尺 | 土耳其 阿勒省                         |
| 2    | 阿拉加茨山                        | 4,095公尺 | 亞美尼亞 阿拉加措特恩州               |
| 3    | 敘普漢山                          | 4,058公尺 | 土耳其 比特利斯省                     |
| 4    | 卡普德朱克山                      | 3,906公尺 | 亞美尼亞休尼克州 / 阿塞拜疆奧都巴德區 |
| 5    | 阿弗林山（Mount Avrin）           | 3,650公尺 | 伊朗西阿塞拜疆省                      |
| 6    | 阿日達哈克山                      | 3,597公尺 | 亞美尼亞格加爾庫尼克州                |
| 7    | 克茲伯伽茲山（Mount Kezelboghaz） | 3,594公尺 | 亞美尼亞休尼克州                      |
| 8    | 阿托斯山                          | 3,515公尺 | 土耳其凡省                            |

## 進一步閱讀
- Template:Hewsen 2001
- Sinclair, Thomas A. . Fleet, Kate; Krämer, Gudrun; Matringe, Denis; Nawas, John; Rowson, Everett  (编). . Brill Online. 2014. ISSN 1873-9830.